# Rune T. Kidde
Rune Torstein Kidde, né le 27 septembre 1957 à Bellinge (da) (sud-ouest d'Odense, au Danemark) et mort le 21 octobre 2013 à Slagelse (Fionie, Danemark), est un artiste danois qui s'est illustré dans le domaine de la bande dessinée, de la poésie, du roman, de la littérature pour enfants et de la musique. Figure du mouvement underground danois apparu dans les années 1970, il a collaboré à la presse underground d'alors dans le domaine de la bande dessinée.

## Biographie
Rune Torstein Kidde est le fils de l'illustrateur Thormod Kidde (da) (1925-1996) et de la céramiste Ragnhild Kidde (1929–1997).

## Œuvres

### Biographies
En plus de ses écrits dans le domaine du roman et de la poésie, Rune T. Kidde est l'auteur de plusieurs biographies. L'ouvrage Leveomkostningerne er steget med en femmer per halvflaske – en bog om W. C. Fields paru en 1986 est une biographie de l'humoriste américain W. C. Fields. Il écrit en 2002 Thormod Kidde – Kvindfolk, biographie de son père Thormod Kidde, illustrateur danois majeur. Son autobiographie paraît en 2007 sous le titre Kruseduller, kragetæer og kreative krumspring.
- Leveomkostningerne er steget med en femmer per halvflaske – en bog om W. C. Fields, 1986
- Øllet blev hans skæbne, 1999
- Thormod Kidde – Kvindfolk, 2002
- Kruseduller, kragetæer og kreative krumspring, 2007